# Víctor Puyuelo
Víctor Puyuelo (1941 - 24 de diciembre de 2006) fue un actor de teatro y pintor español.

## Biografía
Nacido en Huesca en 1941, se crio en Málaga. Representó en un musical a Miguel de Molina. Trabajó en las compañías de teatro de Núria Espert y Diego Serrano.
También destacó en las artes plásticas colocando sus obras en muchas exposiciones por todo el mundo en ciudades como Nueva York, París, Londres, Estambul...
Falleció el 24 de diciembre de 2006 en Málaga a la edad de 65 años.